# Азербайджано-кенийские отношения
Азербайджано-кенийские отношения — двусторонние дипломатические отношения между Азербайджанской Республикой и Республикой Кения в политической, социально-экономической, культурной и иных сферах.
Обе страны являются членами Движения неприсоединения.

## Дипломатические отношения
28 мая 2004 года между Азербайджаном и Кенией установлены дипломатические отношения.
До 2022 года посольство Азербайджана в Эфиопии являлось также посольством Азербайджана в Кении.
Посольство Азербайджана в Кении учреждено 18 ноября 2022 года. Открытие посольства состоялось 3 июня 2025 года.
26 ноября 2022 года учреждено постоянное представительство Азербайджана при отделении ООН в Кении.
Посол Кении в Иране одновременно аккредитован в Азербайджане.
23 октября 2019 года заместитель министра иностранных дел Кении Абабу Намвамбани принял участие в высшей встрече Движения неприсоединения в Баку.
2 марта 2023 года премьер-министр Кении Мусалия Мудавади посетил Азербайджан для участия в саммите Контактной группы Движения неприсоединения по борьбе с COVID-19.
С 5 по 9 июня 2023 года делегация Азербайджана во главе с председателем Государственного комитета по градостроительству и архитектуре Азербайджана Анаром Гулиевым приняла участие во второй сессии Ассамблеи Программы ООН по населённым пунктам в Найроби.
3 июня 2025 года министр иностранных дел Азербайджана Джейхун Байрамов совершил официальный визит в Кению. В рамках визита проведена встреча с президентом Кении Уильямрм Руто, председателем Сената Кении Амазоном Кинги.
Сотрудничество между двумя странами охватывает такие сферы, как туризм, наука, образование.

## В области экономики
Основу экспорта Кении в Азербайджан составляют сырье и сельскохозяйственные товары.
За январь-сентябрь 2016 года взаимный товарооборот составил 617,79 тысяч долларов США.
В 2019 году объём экспорта Азербайджана в Кению составил 354 тыс. долл. США. Основу экспорта Азербайджана в Кению составляет текстиль.
Азербайджан в марте 2012 года принял участие в форуме молодых лидеров в Найроби. Азербайджан представила заместитель председателя Организации европейской интеграции молодежи Азербайджана Наргиз Эйвазова.

### Товарооборот (тыс. долл)
| Год  | Экспорт Азербайджана | Импорт Азербайджана | Сумма товарооборота |
| ---- | -------------------- | ------------------- | ------------------- |
| 2020 | 0,08                 | 1 327               | 1 327,08            |
| 2021 | 0                    | 1 574,55            | 1 574,55            |
| 2022 | 0                    | 2 333,69            | 2 333,69            |
| 2023 | 408,25               | 3 138,84            | 3 547,09            |
| 2024 | 55,05                | 3 114,56            | 3 169,61            |

## В сфере образования
В 2014—2016 годах Азербайджан осуществил поддержку проекта Фонда доверия, предусматривающего обучение девушек в Кении, Танзании и Уганде по линии ЮНЕСКО, в размере 300 000 долл. США.

## В сфере туризма
В апреле 2014 года туристические компании Кении приняли участие в XIII Азербайджанской международной выставке туризма и путешествий «AITF -2014».

## В иных сферах
В январе 2023 года между компанией Кении «CommCarrier», оказывающей спутниковые услуги и «Азеркосмос» подписано соглашение о сотрудничестве. «Азеркосмос» посредством спутника 
Azerspace-2 обеспечил спутниковым интернетом государственные органы Кении. «CommCarrier» будет предоставлять интернет в KU-диапазоне спутника Azerspace-2 в регионе Центральной и Восточной Африки.